# Phyllomedusa
Phyllomedusa é um gênero de perereca da América Central e do Sul que vive na região entre a Costa Rica até o sul da Argentina. Esse gênero possui 32 espécies. Em 2006, o gênero Phyllomedusa era composto por 28 espécies válidas, a maioria delas distribuídos em grupos de espécies: grupo P. burmeisteri; grupo P. hypochondrialis; grupo P. buckleyi; grupo P. perinesos e grupo P. tarsiana.
O grupo da espécies P. hypochondrialis foi redefinido por Caramaschi (2006) baseado em caracteres externos, osteologia e larvas, e considerou-se a ser composto por nove espécies: P. ayeaye, P. azurea, P. centralis, P. hypochondrialis, P. megacephala, P. nordestina, P. oreades, P. palliata e P. rohdei. Ao se sentirem ameaçadas emitem um som característico, muito parecido com o de filhote de gatos.[carece de fontes?]

## Reprodução
Neste gênero de pererecas, os ovos são depositados sobre uma superfície da folha, intercalados com cápsulas de geléia hidratante. Durante o processo de acasalamento, a perereca dobra a folha em torno de seus ovos utilizando seus membros, com um lacre de uma substância pegajosa (geléia) na parte inferior da folha dobrada para evitar que os ovos caiam. No final da incubação o lacre de geléia é liquefeito, que deixa os girinos cairem através do buraco previamente ligado. Estes ninhos são feitos acima da água, então quando isso ocorre (quebradura do lacre) a queda de girinos acontece no habitat apropriado e eles começam suas vidas aquáticas como filtradores.

## Secreção
Algumas espécies de Phyllomedusa produzem uma secreção de cera que reduz a perda de água por evaporação de seus corpos, impedindo assim que elas sequem.
Alguns grupos indígenas da América do Sul utilizam as secreções de Phyllomedusa bicolor em xamânica nas práticas de caça. A substância, se diz, intoxica os índios que ingerem a cera, fazendo com que eles temporariamente melhorem suas capacidades sensoriais. Essas secreções da pele são conhecidas como dermaseptin. Dermaseptin é uma classe de peptídeo antimicrobiano presente em pererecas do gênero Phyllomedusa.

## Classificação científica
O site Amphibian Species of the World, versão 6.2, considera a existência de 16 espécies de Phylomedusa:
| Nome científico e autoridade                                                    | Imagem |
| ------------------------------------------------------------------------------- | ------ |
| Phyllomedusa bahiana Lutz, 1925                                                 |        |
| Phyllomedusa bicolor (Boddaert, 1772)                                           |        |
| Phyllomedusa boliviana Boulenger, 1902                                          |        |
| Phyllomedusa burmeisteri Boulenger, 1882                                        |        |
| Phyllomedusa camba De la Riva, 1999                                             |        |
| Phyllomedusa chaparroi Castroviejo-Fisher, Köhler, De la Riva, and Padial, 2017 |        |
| Phyllomedusa coelestis (Cope, 1874)                                             |        |
| Phyllomedusa distincta Lutz, 1950                                               |        |
| Phyllomedusa iheringii Boulenger, 1885                                          |        |
| Phyllomedusa neildi Barrio-Amorós, 2006                                         |        |
| Phyllomedusa sauvagii Boulenger, 1882                                           |        |
| Phyllomedusa tarsius (Cope, 1868)                                               |        |
| Phyllomedusa tetraploidea Pombal and Haddad, 1992                               |        |
| Phyllomedusa trinitatis Mertens, 1926                                           |        |
| Phyllomedusa vaillantii Boulenger, 1882                                         |        |
| Phyllomedusa venusta Duellman and Trueb, 1967                                   |        |

## Biopirataria
Essas espécies muitas vezes são alvo da biopirataria pois produzem secreções de substâncias que despertam interesses para o desenvolvimento de medicamentos, face à sua utilização medicinal entre índios da Amazônia, seringueiros, e mais recentemente por "curandeiros" nos centros urbanos.